# Auktionslederforeningen
Auktionslederforeningen er en dansk forening og faglig sammenslutning for auktionsledere i Danmark. Den blev grundlagt 3. december 1938 og havde i 2019 Frederik Bruun Rasmussen som formand.

## Formænd
- Jesper Bruun Rasmussen (1988–2016)
- Frederik Bruun Rasmussen (2016–)